# سونالی بندره
سونالی بِندرِه (انگلیسی: Sonali Bendre؛ زادهٔ ۱ ژانویهٔ ۱۹۷۵) هنرپیشه، و مانکن اهل کشور هند است.او دو بار برنده جایزه فیلم فیر و چهار جایزه استار اسکرین شده است.وی تاکنون در بیش از ۵۰ فیلم هندی بازی کرده‌است. از فیلم‌هایی که واو در آن نقش داشته‌است می‌توان به شاید فردایی نباشد اشاره کرد.

## فیلم‌شناسی
فهرست برخی از فیلم‌هایی که سونالی بندره در آن‌ها به ایفای نقش پرداخته‌است:
| سال  | نام فیلم                                    | نقش              | بازیگر نقش مقابل      | جوایز و افتخارات                                                                                             |
| ---- | ------------------------------------------- | ---------------- | --------------------- | --- |
| ۱۹۹۴ | آتش                                         | پارول            | گوویندا               | جایزه فیلم فیلم فیر برای بهترین چهره تازه وارد زن - جایزه اسکرین برای بهترین چهره تازه وارد زن               |
| ۱۹۹۴ | خشمگین (Naaraaz)                            | سونالی           | میتون چاکرابورتی      | جایزه فیلم فیر برای اولین بازی موثر                                                                          |
| ۱۹۹۵ | سپیده‌دم (The Don)                           | آنیتا            | میتون چاکرابورتی      | |
| ۱۹۹۵ | خیانتکار (Gaddaar)                          | پریا             | سونیل شتی             | |
| ۱۹۹۵ | برخورد (Takkar)                             | موهینی           | سونیل شتی             | |
| ۱۹۹۶ | پسر شایسته                                  | کاجال            | آکشی کومارسونیل شتی   | |
| ۱۹۹۶ | دلسوز                                       | رادیکا           | اجی دیوگن             | |
| ۱۹۹۶ | محافظ                                       | پوجا مالهوترا    | سونیل شتی             | |
| ۱۹۹۶ | با توانایی‌های خودم                          | حضور افتخاری     |                       | |
| ۱۹۹۶ | آقای انگلیسی، خانم هندی                     | بیجوریا          | شاهرخ خان             | |
| ۱۹۹۷ | قهر                                         | نیلام            | سونیل شتی             | |
| ۱۹۹۷ | ترازو                                       | پوجا             | آکشی کومار            | |
| ۱۹۹۷ | برادر                                       | مینو             | سونیل شتی             | |
| ۱۹۹۸ | همشکل                                       | لی لی            | شاهرخ خان             | نامزد جایزه زی کی برای بهترین بازیگر نقش مکمل زن                                                             |
| ۱۹۹۸ | قیمت                                        | مانسی            | آکشی کومارسیف علی خان | |
| ۱۹۹۸ | شعله‌های آتش                                 | روما             | آکشی کومار            | |
| ۱۹۹۸ | زخم                                         | سونیا            | اجی دیوگن             | |
| ۱۹۹۸ | چه کسی بهتر از ماست                         | آنو              | سونیل شتی             | |
| ۱۹۹۸ | جناب سرگرد                                  | نیشا             | اجی دیوگن             | |
| ۱۹۹۹ | روز عشق                                     | روجا             |                       | |
| ۱۹۹۹ | غیرت                                        | سیما             | عامر خان              | نامزد جایزه بین المللی فیلم هند برای بهترین بازیگر زن                                                        |
| ۱۹۹۹ | ما با هم هستیم                              | پریتی            | سلمان خان             | |
| ۱۹۹۹ | Dahak                                       | سابینا/نیلیما    | آکشای خانا            | |
| ۲۰۰۰ | قلبم با توست                                | خوشی مالهوترا    | آنیل کاپور            | جایزه اسکرین برای بهترین بازیگر نقش مکمل زن - نامزد جایزه بین المللی فیلم هند برای بهترین بازیگر نقش مکمل زن |
| ۲۰۰۰ | دو و نیم نامه عاشقانه                       | نیشا             | سلمان خان             | |
| ۲۰۰۰ | در کشوری که گنگا زندگی می‌کند                | ساونی            | گوویندا               | |
| ۲۰۰۰ | برادر من                                    | پیا              | حضور افتخاری          | |
| ۲۰۰۰ | پیش از این (Preethse)                       | کیران            |                       | |
| ۲۰۰۱ | برای عشق کاری خواهد کرد                     | ساپنا            | سیف علی خان           | |
| ۲۰۰۱ | همیشه با هم                                 | مادوری           | اجی دیوگن             | |
| ۲۰۰۱ | مورانی (Murani)                             | واسوندهارا       |                       | نامزد جایزه فیلم فیر جنوب برای بهترین بازیگر زن                                                              |
| ۲۰۰۱ | بیمناکی                                     | حضور افتخاری     |                       | |
| ۲۰۰۲ | ایندرا                                      | پالاوی           |                       | |
| ۲۰۰۲ | خدای عشق                                    | هاریکا           |                       | |
| ۲۰۰۲ | Khadgam                                     | سوئیتی           |                       | |
| ۲۰۰۳ | آرام آرام                                   | پوجا             | اجی دیوگن             | |
| ۲۰۰۳ | شاید فردایی نباشد                           | پریا مالهوترا    | شاهرخ خانسیف علی خان  | |
| ۲۰۰۳ | Anahat                                      | ملکه شیلا واتی   |                       | جایزه اسکرین برای بهترین بازیگر زن                                                                           |
| ۲۰۰۳ | عشق از بین نمی‌رود (Pyaar Kiya Nahin Jaatha) | دیشا             |                       | |
| ۲۰۰۴ | Shankar Dada MBBS                           | دکتر سونیتا چیتی |                       | |
| ۲۰۰۴ | Aga Bai Arrechai                            | حضور افتخاری     |                       | |
| ۲۰۱۳ | روزی روزگاری در بمبئی دوباره!               | ممتاز خان        | آکشی کومار            | |
| ۲۰۲۲ | دوست دارم همیشه (Love You Hamesha)          | شیوانی           | آکشای خانا            | |